# Kwietne wojny

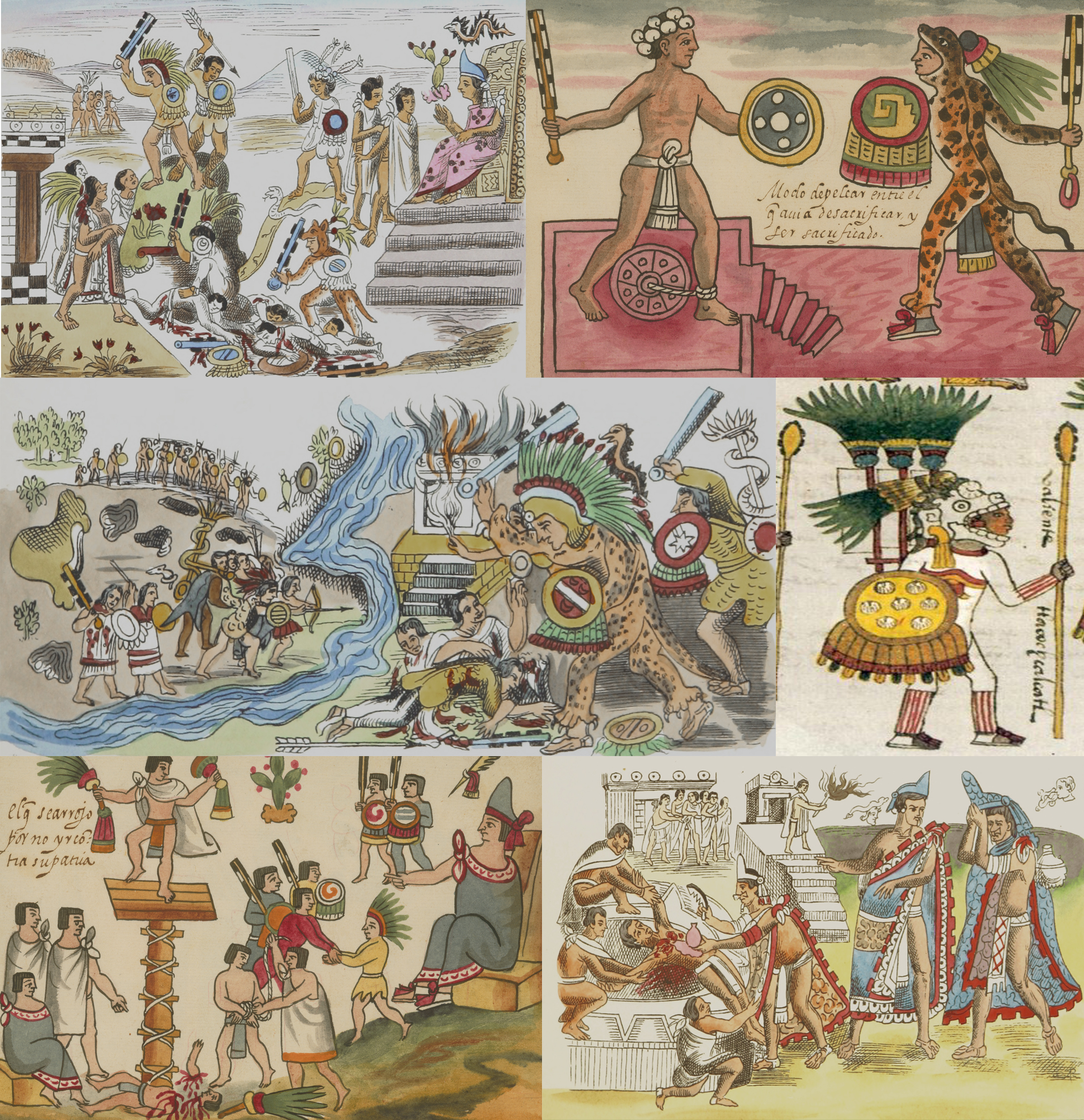
Kolaż azteckich rysunków przedstawiających wojny kwiatów

Kwietne wojny, wojny kwiatów (nah. xochiyaoyotl) – wojny toczone w XV wieku przez plemiona azteckie po okresie suszy, która miała miejsce w Meksyku w latach 1450–1454.
W wyniku suszy wśród plemion indiańskich Mezoameryki zapanował głód. Kapłani, jako środek zaradczy, uznali potrzebę składania większej liczby ofiar z ludzi. Aby nie zabrakło ofiar, została zawarta umowa pomiędzy Tenochtitlánem, Huexotzengo oraz Tlaxcalą o prowadzeniu pomiędzy sobą, corocznie w ustalonym wcześniej miejscu wojen tzw. guerras floridas. Wojny te toczono zawsze wiosną. Ich jedynym celem było pojmanie jak największej liczby jeńców przeznaczonych na ofiary dla bogów. Ponieważ w 1455 rzeczywiście plony były wysokie (padały obfite deszcze), umocniło to przekonania Azteków o słuszności kapłańskich żądań.
Wojny kwietne przyczyniły się też pośrednio do upadku Azteków, gdyż po wylądowaniu Corteza w 1519, plemiona azteckie usiłowały również i w walce przeciwko Hiszpanom stosować reguły „wojen kwietnych”, do czego przybysze z Europy nie czuli się zobligowani. Siłą rzeczy Aztekowie starali się przeciwników obezwładnić, ale nie zabić. Tymczasem konkwistadorzy prowadzili normalną walkę. Stąd bardzo wysokie straty pośród Indian w starciach z Hiszpanami.